# Atacul armat de la școala din Kazan
Atacul armat de la școala din Kazan este un atac armat ce a avut loc la școala din Kazan, Tatarstan, în partea de vest a Rusiei, pe 11 mai 2021 și unde un dispozitiv explozibil improvizat a fost detonat. Nouă oameni (7 elevi și 2 profesori) au fost uciși și alți 23 au fost răniți. Autorul atacului, în vârstă de 19 ani, a fost identificat ca fostul elev Ilnaz Galyaviev.
Galyaviev a pledat vinovat pentru uciderea a două sau mai multe persoane pe 12 mai și este reținut.

## Atac
Atacul armat a avut loc la Gimnazia Nr. 175 (în rusă: Гимназия № 175), o școală în Kazan, Tatarstan, Rusia, ce avea 714 elevi și 70 angajați la momentul atacului.
Înaintea atacului, Ilnaz Galyaviev a vizitat școala neînarmat, dar nu a fost primit înăuntru. La 9:24 a.m, Galyaviev a fost oprit la intrarea principală de sistemul de securitate ce necesita identificare.  Galyaviev a deschis focul când persoana de pază i-a respins intrarea. Persoana de pază, rănită, a reușit să activeze butonul de panică la 9:25, alertând școala și autoritățile, permițând profesorilor să își încuie clasele. O comunicație radio a fost trimisă în clădire, transmițând profesorilor să baricadeze clasele.
Continuând, Galyaviev s-a deplasat spre clase diferite, ce erau închise datorită comunicației radio, și a deschis focul asupra persoanelor ce se aflau în holuri, ucigând un profesor. El a încercat să împuște un elev, însă a rămas fără muniție și a decis să atace studentul fără armă. Galyaviev apoi a detonat un explozibil improvizat în apropierea clasei de engleză a primului etaj, reîncărcându-și arma în baie. Galyaviev apoi s-a deplasat la al treilea etaj, intrând în clasa 310 și ucigând 7 elevi. Până la 17 gloanțe au fost trase în decursul atacului. Galyaviev apoi s-a deplasat la diferite clase de la al treilea etaj, însă toate au fost încuiate. Galyaviev, acum fără muniție, a încercat să părăsească școala, în același moment când autoritățile au sosit la 9:33. Școala a fost evacuată în 20 de minute.
Evidența video din interiorul și din afara școlii a fost postată pe rețelele de socializare și a surprins cum studenții au folosit ferestrele ca să scape, podelele coridoarelor pline cu posesiuni personale și un bărbat reținut de autorități.
Pompierii au salvat 23 de oameni de la al treilea etaj.

## Victime
Nouă persoane au fost ucise în decursul atacului: 7 au fost elevi de clasa a VIII-a și 2 au fost profesori. Un elev s-a sinucis în urma atacului. 
Răniții au fost 20 elevi cu vârstele cuprinse între 7 și 15 ani și 3 adulți. Cel puțin 7 elevi răniți au fost spitalizați cu plăgi provocate de gloanțe. Un avion Iliușin Il-76 al Departamentului pentru situații de urgență a transportat 9 răniți, incluzând 5 elevi, de la Kazan la Jukovski. După aterizare, răniții au fost transferați în ambulanțe la Moscova. Un elev a fost pus pe ventilație artificială după operație.

## Autor
Ilnaz Renatovich Galyaviev (în tătară: Илназ Галәвиев; în rusă: Ильназ Ренатович Галявиев; Născut 11 Septembrie 2001), un cetățean în vârstă de 19 ani din Kazan, a fost reținut. Galyaviev a absolvit Gimnaziul Nr. 175 în 2017  și a fost exmatriculat de la universitatea de TISBI, o academie de management din Kazan, în aprilie 2021. Galyaviev nu avea antecedente penale. În dimineața atacului, Galyaviev a publicat poze cu el pe rețeaua de socializare Telegram, purtând o mască pe față cu cuvântul "Dumnezeu" scris în rusă, cu titlul: "Astăzi voi omorî un număr larg de deșeuri biologice și apoi mă voi împușca."
Galyaviev a plănuit ca atacul să aibă loc pe 6 mai. Însă, ziua a fost declarată liberă de președintele Putin și, astfel, școala a rămas închisă până pe 11 mai.
O evaluare mentală psihologică și psihiatrică pentru Galyaviev este plănuită, ce va dura cel puțin 2 luni. Galyaviev a căutat anterior un tratament de sănătate mintală, iar testele au evidențiat o oarecare atrofie cerebrală cu un an înaintea atacului, deși nu era înregistrat la vreun psihiatru. Rudele au observat o agresivitate crescută a comportamentului lui Galyaviev. Cu toate acestea, în tribunal pe 12 mai, Galyaviev a respins posibilitatea unei boli mintale serioase.
Arma de foc, pușca Hatsan Escort PS Guard semi-automatică raportată ca folosită de Galyaviev în timpul atacului, a fost înregistrată oficial pe 14 aprilie, 2 zile după ce Galyaviev a primit permisul de port armă. În plus, Galyaviev a studiat rețete de explozibile improvizate pe internet. A construit 2 explozibile, lăsând una în apartamentul său, și luând-o pe cea de-a doua la școală.
În timp ce era reținut, Galyaviev a declarat că a plantat un explozibil la domiciliu. Însă, după o căutare a adresei, niciun explozibil nu a fost găsit, și au fost ridicate probe.

### Proceduri legale
Pe 12 mai, Galyaviev a pledat vinovat pentru uciderea a două sau mai multe persoane (Codul penal din Russia, Articolul 105, Partea 2), ce rezultă în condamnarea la închisoare pe viață.
Pe 10 decembrie 2021, Galyaviev a fost pus sub acuzare. El este acuzat sub patru articole din Codul penal din Federația Rusă, inclusiv uciderea a două sau mai multe persoane, incluzând minori, într-o modalitate general periculoasă, tentativă de omor, fabricarea de dispozitive explozive improvizate, și distrugerea intenționată a proprietății.
După arest, Galyaviev a fost transportat la Moscova, și i s-a făcut un examen psihiatric medico-legal la Centrul Științific Social de Psihiatrie Criminalistică. Pe 21 iulie, mass-media a transmis că Galyaviev a fost declarat nebun, dar Comitetul de Investigație din Rusia a infirmat această informație. În conformitate cu avocatul lui Galyaviev, Vladimir Bogdan, pe 16 noiembrie 2021, după al doilea examen psihiatric, Galyaviev a comis atacul în deplinătatea facultăților mentale. Președintele Comitetului de Investigație a Federației Ruse, Alexander Bastrykin, a explicat rezultatul primei examinări "Influența subculturii Columbine asupra lui Galyaviev nu a fost luată în considerare." Un grup larg de experți au fost implicați în reexaminarea lui Galyaviev, și investigația a prezentat materiale adiționale - concluzia psihiatrilor a fost că motivația lui Galyaviev s-a redus la imitarea acțiunilor altor atacatori ce au urmărit trendul Columbine. Pe 9 noiembrie 2022, a început procesul lui Galyaviev.
În timpul procesului, procurorii au anunțat protocoale de inspecție a camerelor de supraveghere din Gimnazia Nr. 175. Anchetatorii ce au examinat înregistrările video au ajuns la concluzia că "în decursul vizionării imaginilor surprinse de camerele de supraveghere plasate înăuntrul și în afara teritoriului Gimnaziului, pentru a depista persoane care ar fi putut participa la comiterea infracțiunii împreună cu învinuitul Galyaviev, la transportul obiectelor cum ar fi muniția, armele de foc și alte obiecte similare, la îndepărtarea oricăror obstacole ce l-ar fi putut împiedica pe Galyaviev să comită crima, a face orice încercări de a ascunde evidența crimei sau pe acuzatul Galyaviev, ori muniția, armele de foc sau alte obiecte similare, inspecția imaginilor surprinse de camerele de supraveghere a stabilit că astfel de persoane sunt absente."
Pe 10 aprilie 2023, Galyaviev a menționat că nu se consideră un dumnezeu, că va scrie o carte și că va plăti rudele victimelor ucise. Verdictul a fost pronunțat pe 13 aprilie 2023 la 10:00. În urma deciziei tribunalului, Galyaviev a fost condamnat la închisoare pe viață. 

## După incident

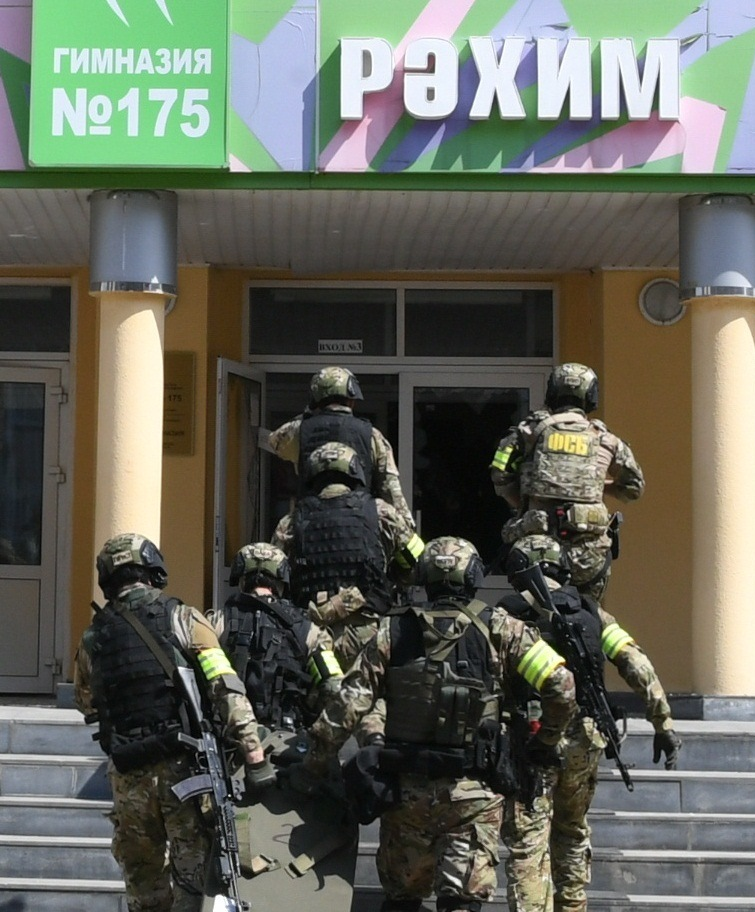
Membri ai Serviciului Federal de Securitate din Rusia intră în Gimnazia nr. 175 după atac

După sosirea lor la școală, a fost instituit un regim de operațiuni anti-terorism (CTO).  A fost îndepărtat mai târziu la 15:47. În plus, 12 mai a fost declarată zi de doliu. Evenimentele culturale și de divertisment de pe 11 și 12 mai au fost anulate.
Autoritățile din Tatarstan au trimis o plată de 1 milion de ruble (13578 USD, 63022 RON) fiecărei familii a decedatului.  Șase victime cu vătămare corporală majoră au primit fiecare câte 400 de mii de ruble (5431 USD, 25207 RON), cu planuri de a trimite plăți între 200-400 de mii de ruble către mai multe familii ale răniților. În plus, Societatea Crucea Roșie Rusă a strâns 62.777.390 de ruble (852375 USD, 3955872 RON) pentru victimele atacului.
Toate clasele din schimbul doi din Kazan au fost anulate, iar intrările în școlile din Kazan au fost restricționate. Mai multe școli din Moscova au fost percheziționate cu câini, deși nu s-a găsit nimic. Este planificat ca toți elevii care frecventează Gimnaziul Nr. 175 să se întoarcă la școală pe 17 mai în școlile învecinate, în timp ce școala este supusă reparațiilor.

### Propuneri pentru regimul armelor și munițiilor
Președintele Vladimir Putin a exprimat condoleanțe rudelor victimelor și a ordonat guvernului să înăsprească legile țării privind armele. Vasily Piskarev, președintele Comitetului Dumei de Stat pentru Securitate și Anticorupție, a declarat că un proiect de lege pentru restricții mai dure privind obținerea licenței de port armă va fi examinat pe 12 mai de către un grup de lucru și că proiectul de lege ar putea fi luat în considerare pentru o primă lectură în Duma de Stat pe 18 mai. Proiectul de lege, care a fost depus la Duma de Stat în decembrie 2020, interzice cetățenilor cu două sau mai multe condamnări sau cetățenilor care au fost prinși la volan în stare de ebrietate să primească permis pentru a deține arme.
Secretarul Consiliului General al Rusiei Unite, Andrey Turchak, a subliniat necesitatea de a înăspri legislația privind traficul de arme și de a găsi abordări mai bune pentru protecția școlilor. Președintele Dumei de Stat, Veaceslav Volodin, a exprimat necesitatea unei proceduri care să împiedice cetățenii instabili să obțină arme. El a exprimat, de asemenea, nevoia unui control mai dur asupra celor care distribuie certificate false pentru a se obține arme.
Avocatul Poporului pentru Drepturile Omului, Tatyana Moskalkova, a propus creșterea vârstei permisului de port armă la 21 de ani.
Directorul Gărzii Naționale a Rusiei, Viktor Zolotov, a propus un test psihologic obligatoriu pentru a se obține permisul pentru o armă de foc. El a propus, de asemenea, creșterea vârstei de obținere a permisului la 21 de ani.

### Alte legislații
Volodin a spus că atacul a introdus necesitatea de a discuta despre anonimitatea pe internet pentru a reduce conținutul extremist și violent.